# Ángel Martínez Cervera
Ángel Martínez Cervera (* 19. Januar 1986 in Girona) ist ein spanischer Fußballspieler, der beim FC Millwall in der englischen Football League Championship spielt.

## Spielerkarriere
Wie die halbe Mannschaft von Espanyol Barcelona spielte auch Ángel Martínez zuvor für die 2. Mannschaft der Katalanen. Dort konnte er als schneller, torgefährlicher Mittelfeldspieler Espanyol-Trainer Ernesto Valverde überzeugen, der ihn in die erste Mannschaft holte. Nach seiner Beförderung 2006 konnte er sich jedoch keinen Stammplatz erspielen und wurde 2009 an Rayo Vallecano ausgeliehen.
2010 wechselte er zu seinem Heimatverein, den spanischen Zweitligisten FC Girona und absolvierte für seinen neuen Verein 36 Ligaspiele.
Am 25. Juli 2011 unterschrieb Ángel Martínez einen Zweijahresvertrag beim englischen Zweitligisten FC Blackpool.